# 頚動脈洞
頚動脈洞（けいどうみゃくどう）は、総頸動脈の、外頸動脈と内頚動脈の枝分かれするところに存在する。動脈圧をモニターする受容器があり、圧情報が舌咽神経の求心成分で中枢へ入力され、中枢から遠心路として自律神経を介して心臓収縮力や心拍数を調整する機構である圧受容器反射が知られている。 

## 構造
頸動脈洞は、血圧を監視する圧受容器で構成される頸動脈の反射領域である。第9,10,11脳神経と内経静脈が通っている。 

## 機能
頸動脈洞には、血圧を維持するための多くの恒常性メカニズムの「サンプリング領域」として機能する多数の圧受容器が含まれている。頸動脈洞圧受容器は、舌咽神経（CN IX）の枝であるヘリングの洞神経によって支配されている。頸動脈洞を神経支配するニューロンは、脳幹の髄質の孤立核に中枢的に投射する。孤立核は、視床下部を介して髄質および橋の交感神経および副交感神経ニューロンの活動を間接的に調節する。これらのニューロンは、心臓と血管の自律神経制御を調節する。大動脈弓圧受容器は、CN X（迷走神経）と結合してNTSに移動する大動脈神経（Cyonの神経）によって神経支配されている。 

## 臨床的意義
刺激は体全体に大規模な反射効果を引き起こす可能性がある。これは、圧反射活性化による抵抗性高血圧の治療に使用できる。大規模な圧反射活性化を引き起こし、血圧と脳虚血の劇的な低下を引き起こす可能性がある。 

## 追加画像

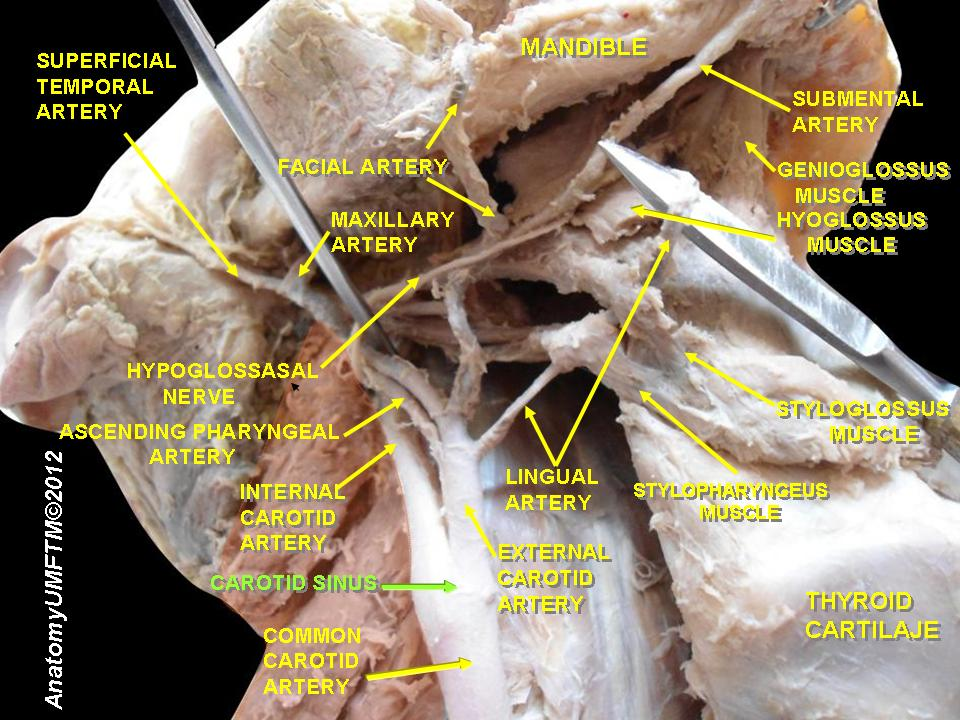
頸動脈洞